# Roberto Brunetti
Roberto Brunetti, noto anche con lo pseudonimo di Er Patata (Roma, 31 maggio 1967 – Roma, 3 giugno 2022), è stato un attore italiano.

## Biografia
Diventò popolare soprattutto grazie alla partecipazione ad alcune commedie di grande successo a fine anni novanta, come Fuochi d'artificio (1997) di Leonardo Pieraccioni e Paparazzi (1998) di Neri Parenti (dove si presentava col suo soprannome), ma prese anche parte a pellicole più impegnate come Fatti della banda della Magliana e Romanzo criminale, entrambe del 2005 ed ispirate alle vicende della banda della Magliana. Dal 2012, anno in cui uscirono nelle sale Il rosso e il blu e Baci salati, non apparve più sul grande schermo. Successivamente lavorò a Roma prima come pescivendolo al mercato rionale del quartiere Appio Claudio, lo stesso mestiere del padre, poi come cameriere in un ristorante a Trastevere trascorrendo gli ultimi anni nell'indigenza.
Sofferente di diabete, la sera del 3 giugno 2022 fu trovato morto per infarto nella sua abitazione, a Roma: aveva 55 anni.

## Vita privata
Per sedici anni fu compagno della collega Monica Scattini, la loro relazione sentimentale si concluse nel 2011.

## Filmografia

### Cinema
- Fuochi d'artificio, regia di Leonardo Pieraccioni (1997)
- Pollo pollo pollo, episodio di I corti italiani, regia di Ricky Tognazzi (1997)
- Paparazzi, regia di Neri Parenti (1998)
- Commedia sexy, regia di Claudio Bigagli (2001)
- Calmi cuori appassionati, regia di Isamu Nakae (2001)
- Il ritorno del Monnezza, regia di Carlo Vanzina (2005)
- Romanzo criminale, regia di Michele Placido (2005)
- Fatti della banda della Magliana, regia di Daniele Costantini (2005)
- Default, episodio di Feisbum - Il film, regia di Alessandro Capone (2009)
- Videolove, cortometraggio, regia di Francesco Bonomo e Giacomo Properzi (2010)
- Il rosso e il blu, regia di Giuseppe Piccioni (2012)
- Baci salati, regia di Antonio Zeta (2012)

### Televisione
- Da cosa nasce cosa, regia di Andrea Manni – film TV (1998)
- Distretto di Polizia – serie TV, episodio 1x12 (2000)
- Una famiglia per caso, regia di Camilla Costanzo e Alessio Cremonini – film TV (2003)
- La omicidi – serie TV, 6 episodi (2004)
- Il commissario Rex – serie TV, episodio 2x10 (2009)